# 리니지M
《리니지M》은 엔씨소프트에서 2017년 6월 21일에 출시한 모바일 다중 사용자 온라인 롤플레잉 게임이다.
리니지, 리니지2, 리니지2M과 같은 리니지 시리즈이다.